# Shenley Church End
Shenley Church End – osada i civil parish w Anglii, w Buckinghamshire, w dystrykcie (unitary authority) Milton Keynes. W 2011 civil parish liczyła 12961 mieszkańców. Shenley Church End jest wspomniana w Domesday Book (1086) jako Senelai.